# Matrice d'affaires
 (avril 2018).
Si vous disposez d'ouvrages ou d'articles de référence ou si vous connaissez des sites web de qualité traitant du thème abordé ici, merci de compléter l'article en donnant les références utiles à sa vérifiabilité et en les liant à la section « Notes et références ».

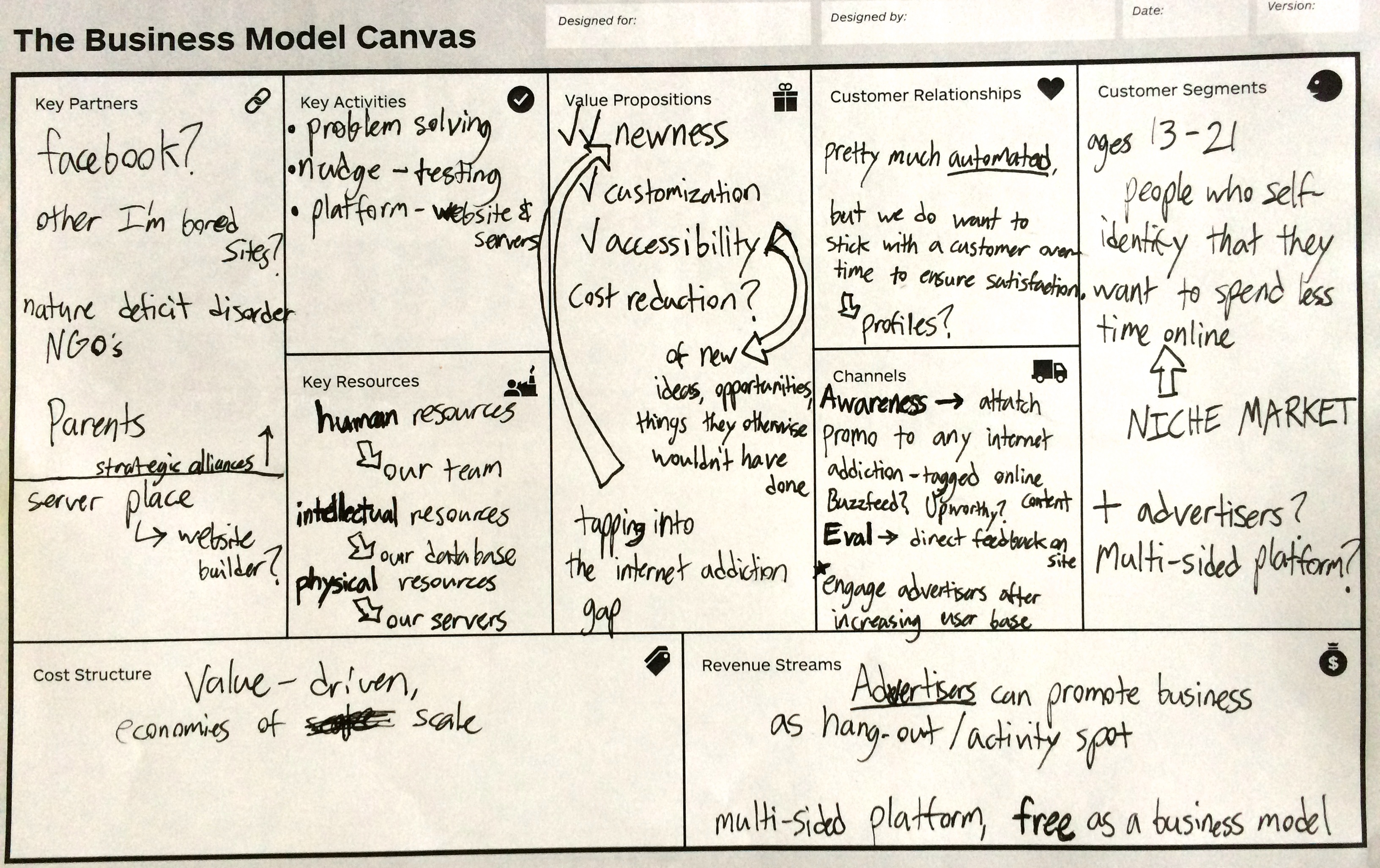
Matrice à neuf cases.

En gestion, la matrice d'affaires (angl. business model canvas) est une représentation de la façon dont une organisation développe son modèle d'affaires. Sa représentation la plus connue est le business model canvas qui a été conçue par Alexander Osterwalder et Yves Pigneur (en) dans la thèse du premier puis diffusée dans l'ouvrage co-écrit par les deux et intitulé Business Model Nouvelle Generation.

## Matrice
Prenant souvent la forme d'une grande feuille papier, la matrice traditionnelle telle que conçue par Alexander Osterwalder au cours des années 2000 compte neuf cases :
- Partenaires clés ;
- Ressources clés (y compris intellectuelles)
- Activités clés ;
- Structure des coûts ;
- Propositions de valeurs (service ou produit) ;
- Relations clientes ;
- Canaux (de communication et de distribution) ;
- Flux de revenus ;
- Clientèle ciblée.

Il existe plusieurs variantes, y compris une version allégée et une matrice d'entreprise sociétale, qui va au-delà du produit seul pour prendre en compte l'impact sur l'environnement et la valeur apportée à la société.
Son business model canvas comprend 9 composantes :
- Proposition de valeur : Elle peut être quantitative ou qualitative. C’est ce qui permet de se différencier des concurrents
- Segmentation clients : L’entreprise doit identifier les clients qu’elle essaie de servir selon le produit ou le service conçu
- Canaux de distribution : Une entreprise peut fournir sa proposition de valeur à ses clients cibles via différents canaux. Des canaux efficaces distribueront la proposition de valeur d'une entreprise rapidement, efficacement et de manière rentable
- Relations client : Les  entreprises doivent identifier le type de relation qu'elles souhaitent créer avec leurs segments de clientèle
- Sources de revenus : Ce sont les revenus qui permettent à l’entreprise de vivre
- Ressources clé : Les ressources nécessaires pour créer de la valeur pour le client
- Partenaires clés : Afin d'optimiser les opérations et de réduire les risques d'un modèle d'entreprise, les organisations cultivent généralement des relations acheteur-fournisseur afin de pouvoir se concentrer sur leur activité principale
- Activités principales : Les activités les plus importantes dans l'exécution de la proposition de valeur d'une entreprise.
- Structure des coûts : Représente les coûts d’investissement au départ et les coûts de fonctionnement.